# SVA (azienda)
La SVA (acronimo di Società Valdostana Automobili) è stata una casa automobilistica italiana attiva a Torino presso le Officine Leone dal 1948 al 1951. La sede amministrativa della società era a Pont-Saint-Martin, in Valle d'Aosta.
La SVA venne fondata da Virgilio Conrero e Giovanni Savonuzzi per proseguire la realizzazione di una vettura da corsa per la categoria Midget commissionata dalla "Leyfield Co. of America". Per la progettazione e realizzazione di questa vettura, il cui progetto di massima era stato presentato sulla rivista Interauto nel maggio 1948,  Conrero e Savonuzzi avevano fondato inizialmente la società GOBI (acronimo di difficile interpretazione). Il passaggio da questa alla SVA fu dettato dall'uscita di scena degli americani.
La vettura fu pronta per l’autunno dello stesso anno, distinguendosi per l’originalità e l’eleganza. Il ricordato disimpegno degli americani e il flop della tournée di piloti e macchine della categoria Midget in Inghilterra e Francia, portò a ripensare l’auto in vista di un possibile utilizzo nelle corse di Formula 1. 
Dipinta con i colori della Svizzera, in onore del pilota Rudolf Fischer, la SVA partecipò al primo impegno della stagione 1950: il Gran Premio di San Remo, sul circuito di Ospedaletti. Schierata in ultima posizione, la SVA si rivelò veloce, superando diverse auto già alla prima curva, ma fragile, non riuscendo a concludere il primo giro di gara. Il dileguarsi di Fischer impedì alla SVA di dare seguito alle iscrizioni alle corse successive di Erlen e Berna.
Della vettura furono realizzati due esemplari. Dopo la delusione di San Remo, uno venne acquistato dal gentleman torinese Ugo Puma che, montato un motore Ermini 1100, lo condusse alla vittoria di classe e al sesto posto assoluto alla Susa-Moncenisio. L'altro venne invece acquistato dal preparatore bolognese Pasqualino Cazzato che lo schierò senza fortuna, con motore Giannini 750, nell'edizione 1951 (ritirato) della Mille Miglia. 
Nel 1951 il progetto SVA venne definitivamente abbandonato.